# DropMix
DropMix é um jogo de mixagem de música desenvolvido pela Harmonix e publicado pela Hasbro. O jogo usa uma mistura de cartões físicos com chips incorporados com comunicação de campo próximo, um tabuleiro de jogo eletrônico especializado com recursos NFC e Bluetooth e um aplicativo complementar para dispositivos móveis (iOS ou Android) que se comunica com a placa via Bluetooth. Ao reproduzir um cartão, representando uma música específica, no topo de um espaço adequado no tabuleiro, o tabuleiro detecta seu código NFC e o retransmitir para o aplicativo, que reproduzirá uma sample dessa música, como um loop de bateria ou um seção vocal. Com vários cartões no quadro, o aplicativo irá gerenciar como todas as músicas atuais são misturadas conforme tocadas pelo aplicativo, criando um mashup. O jogo tem vários modos de jogo para um ou vários jogadores, e cartões adicionais, com mais amostras de músicas, podem ser adquiridos como booster packs.

## Jogabilidade
O DropMix vem em um pacote básico que inclui 60 cartões equipados com NFC, cada um representando uma música diferente, e um tabuleiro de jogo eletrônico com cinco espaços marcados;  o jogo também requer um dispositivo móvel que possa se comunicar com o tabuleiro por Bluetooth por meio de um aplicativo gratuito.  Cartões adicionais que permitem novas amostras de música dentro do aplicativo podem ser adquiridos separadamente como booster packs, o preço dependendo do número de cartões disponíveis.
Cada cartão é marcado com pelo menos uma das quatro cores, as cores representativas do instrumento que pode ser amostrado daquela música.  Por exemplo, o amarelo representa as faixas vocais, enquanto o azul representa as faixas de bateria. Os cinco espaços do tabuleiro são igualmente marcados por cores, com três dos cinco espaços aceitando cartas de duas cores diferentes.  Colocar um cartão em um espaço com uma cor correspondente fará com que a amostra da faixa seja usada como parte da mixagem atual do aplicativo;  posicionamento não correspondente não terá efeito.  Além disso, cada carta tem uma marcação de nível de poder de um a três.  No aplicativo, isso representa quanta influência o sample terá na mixagem em andamento em termos de velocidade, tecla ou duração. Uma carta com potência 3 terá um impacto pronunciado no mix atual em comparação com uma carta com potência 1. As cartas podem ser jogadas em cima de outras cartas ou removidas do tabuleiro, o aplicativo reproduzindo a amostra apenas da parte superior  cartão.  Cartas brancas especiais podem ser jogadas em qualquer espaço, o que pode causar uma mudança completa na velocidade e no tom do loop contínuo.
O aplicativo oferece quatro modos de jogo a partir de agosto de 2018. "O modo Freestyle" permite que os jogadores simplesmente tentem combinar as cartas em várias misturas sem nenhuma outra regra ou marcar gols. Em "Clash", duas equipes de um ou dois jogadores preparam mãos de cartas. Em turnos, cada jogador joga uma carta por cor como  instruído pelo app, mas só poderá jogar uma carta de maior poder do que a já presente (se for o caso). Se conseguir, ganha pontos; se não conseguir, aperta um botão no tabuleiro que  o aplicativo determina as cartas a serem removidas do tabuleiro para manter o jogo em andamento. No modo "Party", um a cinco jogadores dividem as cartas disponíveis entre eles e, em turnos, devem tentar responder a "pedidos" específicos fornecidos pelo  app no tempo mais rápido, com penalidades de pontuação se jogarem incorretamente. Um patch lançado em agosto de 2018 introduziu o modo "Puzzle", um jogo solo que combina as ações especiais do modo "Clash" com recursos de construção de pontos no modo "Party" usando cartas e o botão giratório DropMix para limpar os elementos do tabuleiro.
A trilha sonora do jogo consiste em músicas licenciadas, bem como composições originais da Harmonix Music.  A qualquer momento, os jogadores podem salvar o mix atual no aplicativo e compartilhá-lo nas redes sociais.
Os cartões são organizados em "listas de reprodução".  Cada lista de reprodução contém 15 cartas.  O Starter Pack vem com o quadro e 4 listas de reprodução.  Os cartões Dropmix podem ser adquiridos em uma das duas formas: Playlist Packs e Discover Packs.  Com os Playlist Packs, você receberá 16 cards.  15 das cartas estão listadas (e compõem uma lista de reprodução) e a carta adicional está oculta e faz parte da lista de reprodução do Baffler.  Com Discover Packs, existem 4 séries.  Existem 6 pacotes de 5 cartas por pacote.  A única maneira de distinguir os pacotes uns dos outros é pelas imagens na frente dos pacotes, mas cada pacote contém um conjunto específico de cartas.  Cada série inclui 30 cartas (no total) e completará apenas metade de 4 listas de reprodução.  2 Séries Discover Pack completam 4 pacotes de listas de reprodução.

## Desenvolvimento
DropMix foi anunciado pela Harmonix e Hasbro em março de 2017 e foi lançado em setembro de 2017.

## Recepção

### elogios
O jogo foi indicado para "Melhor Jogo Familiar/Social" no Game Critics Award de 2017, e para "Melhor jogo para celular" no prêmio de jogo do ano de Destructoid 2017.  Também foi indicado ao Prêmio Tin Pan Alley de Melhor Música em um Jogo no New York Game Awards 2018, e para "Jogo Familiar do Ano" no 21º D.I.C.E. Prêmios, e ganhou o prêmio de "Baseado em jogo, música ou performance" no 17º Prêmio Anual da National Academy of Video Game Trade Reviewers; além disso, foi indicado para "Excellence in Convergence" no 2018 SXSW Gaming Awards, e para "Melhor Design de Música/Som" e "Realização Técnica" no Webby Awards 2018.